# Eslováquia nos Jogos Olímpicos de Verão de 2012
A Eslováquia competiu nos Jogos Olímpicos de Verão de 2012, que aconteceram na cidade de Londres, no Reino Unido, de 27 de julho até 12 de agosto de 2012.

## Medalhas
| Atleta                                | Esporte  | Evento               | Medalha |
| ------------------------------------- | -------- | -------------------- | ------- |
| Michal Martikán                       | Canoagem | Slalom C-1 masculino | Bronze  |
| Pavol Hochschorner Peter Hochschorner | Canoagem | Slalom C-2 masculino | Bronze  |

## Desempenho

### Atletismo
Masculino
| Atleta         | Evento          | Preliminar | Preliminar | Quartas-de-final | Quartas-de-final | Semifinal | Semifinal | Final       | Final       |
| Atleta         | Evento          | Marca      | Posição    | Marca            | Posição          | Marca     | Posição   | Marca       | Posição     |
| -------------- | --------------- | ---------- | ---------- | ---------------- | ---------------- | --------- | --------- | ----------- | ----------- |
| Michal Kabelka | Salto em altura | 2,16m      | 30º        |                  |                  |           |           | Não avançou | Não avançou |

### Canoagem slalom
Masculino
| Atleta                                | Evento | Preliminar | Preliminar | Preliminar | Preliminar | Semifinais | Semifinais | Final  | Final             |
| Atleta                                | Evento | Descida 1  | Descida 2  | Total      | Posição    | Tempo      | Posição    | Tempo  | Posição           |
| ------------------------------------- | ------ | ---------- | ---------- | ---------- | ---------- | ---------- | ---------- | ------ | ----------------- |
| Michal Martikán                       | C-1    | 139s46     | 90s56      | 90s56      | 1º         | 104s04     | 4º         | 98s31  | Medalha de bronze |
| Pavol Hochschorner Peter Hochschorner | C-2    | 97s52      | 98s60      | 97s52      | 2º         | 109s04     | 2º         | 108s28 | Medalha de bronze |

Feminino
| Atleta        | Evento | Preliminar | Preliminar | Preliminar | Preliminar | Semifinais | Semifinais | Final  | Final   |
| Atleta        | Evento | Descida 1  | Descida 2  | Total      | Posição    | Tempo      | Posição    | Tempo  | Posição |
| ------------- | ------ | ---------- | ---------- | ---------- | ---------- | ---------- | ---------- | ------ | ------- |
| Jana Dukátová | K-1    | 105s14     | 101s37     | 101s37     | 6º         | 110s48     | 4º         | 111s60 | 6º      |

### Halterofilismo
Masculino
| Atleta         | Evento | Arranque (kg) | Arremesso (kg) | Total (kg) | Posição |
| -------------- | ------ | ------------- | -------------- | ---------- | ------- |
| Martin Tešovič | -105kg | 167,0         | 196,0          | 363,0      | 11º     |

### Natação
Feminino
| Atletas              | Evento          | Eliminatórias | Eliminatórias | Semifinal   | Semifinal   | Final       | Final       |
| Atletas              | Evento          | Tempo         | Posição       | Tempo       | Posição     | Tempo       | Posição     |
| -------------------- | --------------- | ------------- | ------------- | ----------- | ----------- | ----------- | ----------- |
| Katarína Filová      | 100 m livre     | 56s58         | 31º           | Não avançou | Não avançou | Não avançou | Não avançou |
| Katarína Filová      | 200 m livre     | 2min02s03     | 28º           | Não avançou | Não avançou | Não avançou | Não avançou |
| Denisa Smolenová     | 100 m borboleta | 59s48         | 28º           | Não avançou | Não avançou | Não avançou | Não avançou |
| Denisa Smolenová     | 200 m borboleta | 2min11s10     | 21º           | Não avançou | Não avançou | Não avançou | Não avançou |
| Katarína Listopadová | 200 m medley    | 2min16s81     | 28º           | Não avançou | Não avançou | Não avançou | Não avançou |

### Tiro
Masculino
| Atleta         | Evento                | Qualificação | Qualificação | Final       | Final       | Posição |
| Atleta         | Evento                | Placar       | Posição      | Placar      | Total       | Posição |
| -------------- | --------------------- | ------------ | ------------ | ----------- | ----------- | ------- |
| Pavol Kopp     | Pistola de ar de 10 m | 576          | 21º          | Não avançou | Não avançou | 21º     |
| Juraj Tužinský | Pistola de ar de 10 m | 580          | 15º          | Não avançou | Não avançou | 15º     |
| Pavol Kopp     | Pistola livre 50 m    | 556          | 20º          | Não avançou | Não avançou | 20º     |
| Juraj Tužinský | Pistola livre 50 m    | 554          | 23º          | Não avançou | Não avançou | 23º     |
| Jozef Gönci    | Carabina de ar 10 m   | 591          | 31º          | Não avançou | Não avançou | 31º     |
| Erik Varga     | Fossa olímpica        | 121          | 12º          | Não avançou | Não avançou | 12º     |

### Triatlo
| Atleta        | Evento    | Natação (1,5km) | Ciclismo (40km) | Corrida (10km) | Tempo total | Posição |
| ------------- | --------- | --------------- | --------------- | -------------- | ----------- | ------- |
| Richard Varga | Masculino | 16m56           | 59m15           | 32m03          | 1h49m25     | 22º     |